# 松油醇
松油醇（Terpineol），又称萜品醇，可以指至少四种分子式为 C10H18O 的单环萜醇类化合物，即 α-、β-、γ- 和 δ-松油醇。这些化合物均为植物化学成分，纯品为无色透明液体，有不同的特征性气味。松油醇有时也用于专指 α-松油醇。

## 结构
四种松油醇均为单环（六元）萜，属于叔醇类，结构见下：
| 松油醇   |                   |                   |                   |                   |                   |
| 名称     | (R)-(+)-α-松油醇  | (S)-(−)-α-松油醇  | β-松油醇          | γ-松油醇          | δ-松油醇          |
| 结构式   |                   |                   |                   |                   |                   |
| CAS号    | 7785-53-7         | 10482-56-1        | 138-87-4          | 586-81-2          | 7299-42-5         |
| PubChem  | kurz from PubChem | kurz from PubChem | kurz from PubChem | kurz from PubChem | kurz from PubChem |
| 分子式   | C10H18O           | C10H18O           | C10H18O           | C10H18O           | C10H18O           |
| 摩尔质量 | 154.25 g·mol−1    | 154.25 g·mol−1    | 154.25 g·mol−1    | 154.25 g·mol−1    | 154.25 g·mol−1    |

松油醇的结构异构体有蒎烷醇（Pinanol）、2-莰醇、月桂烯醇、二氢香芹醇、橙花醇、香叶醇和芳樟醇。

## 性质
α-松油醇为无色、透明、粘稠液体，沸点 219°C，固化点 34°C。密度 0.935 g/cm3 (20 °C)。闪点 90°C。折射率 1.48。几乎不溶于水。
松油醇为无色液体或低熔点透明结晶，有丁香味，可燃。工业品一般为异构体的混合物，微溶于水和甘油，能溶于两倍体积的70％乙醇溶液中。密度 0.9337 g/mL (20 °C)。固化点 2°C。沸程 214～224°C，折射率 ({\displaystyle \ n_{D}^{20}}) 1.4825–1.4850。旋光度［{\displaystyle \ \alpha }］{\displaystyle \ -0^{o}10'\!-\!+0^{o}10'}。
松油醇的气味与其中各异构体组分和含量有很大的关系。例如，(R)-(+)-α-松油醇有很强的紫丁香气味，但它的对映体(S)-(−)-α-松油醇则具针叶气味。松油醇的衍生物硫代松油醇有极强的柚子香气，阈值很低。

## 存在
松油醇存在于很多植物精油中，如月桂油、迷迭香油、茴芹油、鼠尾草油、刺柏油、松节油、小豆蔻油、甜橙油、松针油、香叶油、玉树油和肉豆蔻油等。姜黄精油中松油醇的含量可达500ppm；而白豆蔻种子中α-松油醇的含量则可高达9600ppm。

## 制备
外消旋α-松油醇可以通过用异戊二烯与丙烯酸甲酯发生Diels-Alder反应生成外消旋4-甲基-3-环己烯-1-羧酸甲酯，再用格氏试剂甲基溴化镁处理、并水解而制得。

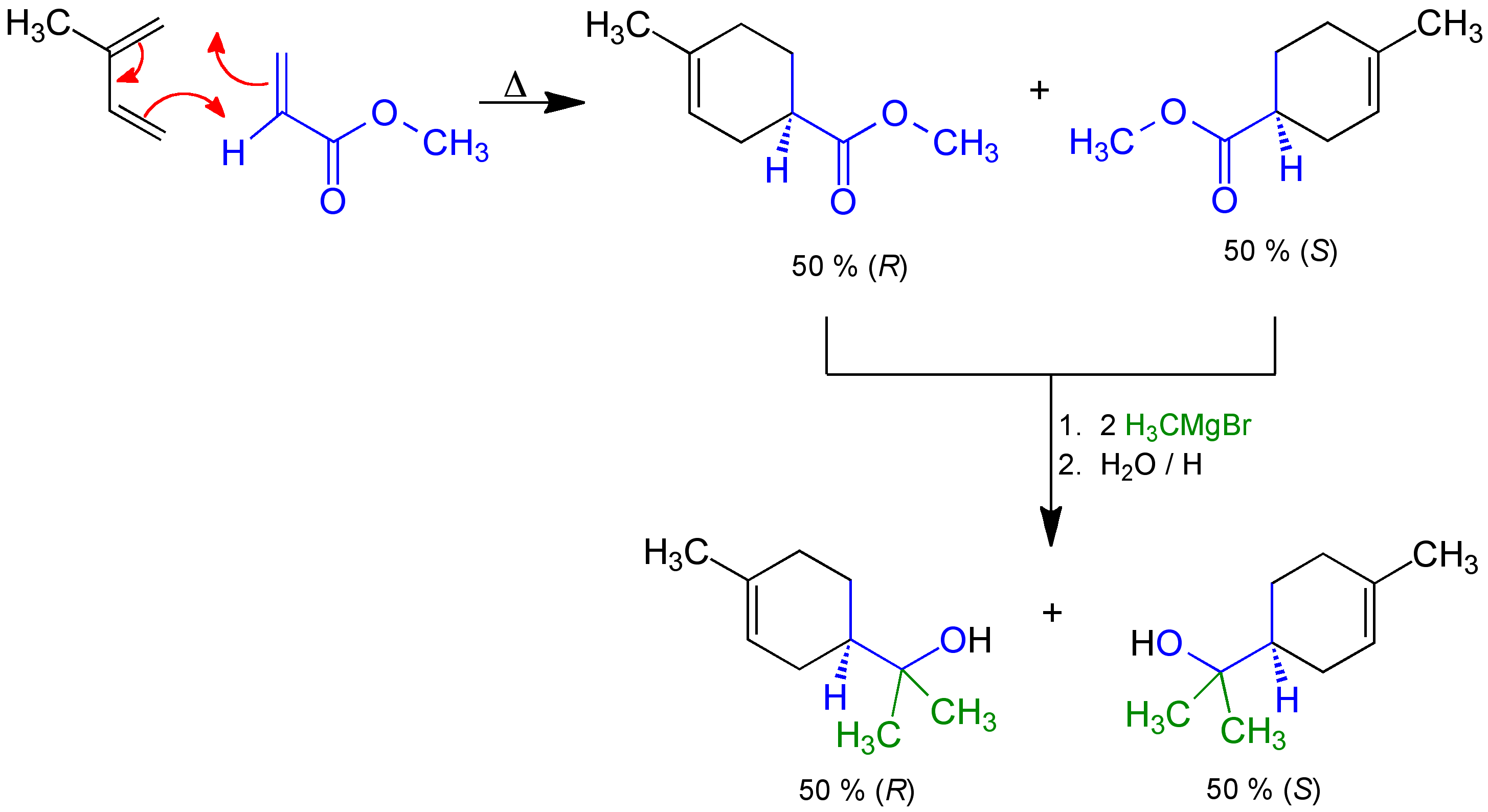
α-松油醇的合成

α-松油醇可由橙花醇或香叶醇在酸性溶液中环化得到。β-松油醇可由1,8-二羟基对孟烷为原料制得。
工业上一般以松节油为原料制取松油醇，具体步骤是先将其与硫酸和乳化剂平平加混合，在常温下进行水合，使其中的主要成分蒎烯转化为水合萜二醇。然后，将水合萜二醇脱水，制得松油醇粗品，并将粗品分馏、精制，得到成品。

## 化学性质
α-松油醇经加氢得到对孟烷-8-醇；经脱水得众多不饱和萜烯的混合物。香料工业中常需制备松油醇的酯类衍生物，如乙酸松油醇。

## 用途
松油醇具紫丁香香气，其衍生物甲酸松油醇和乙酸松油醇可用于香精的配制。此外松油醇也用于肥皂、农药、医药、塑料、电讯和仪表工业中，亦用作玻璃器皿上色彩的溶剂。